# Erwin Seeler
Erwin Seeler (* 29. April 1910 in Hamburg; † 10. Juli 1997 in Norderstedt) war ein deutscher Fußballspieler.

## Leben
Er begann seine Karriere bei Rothenburgsort 96 und spielte danach bei SC Lorbeer 06, einem Arbeitersportverein, für den er mit 16 Jahren erstmals in der ersten Mannschaft kickte (1926). 1929 wurde er mit Lorbeer ATSB-Bundesmeister, ein Erfolg, den die Mannschaft 1931 wiederholte. Der Torjäger trug in dieser Zeit auch wiederholt das Trikot der ATSB-Bundesauswahl; beim Viertelfinalspiel der Arbeiterolympiade 1931 erzielte Seeler sieben Tore zum deutschen 9:0 über Ungarn und wurde Torschützenkönig.
Entsprechend umwarben den Vater von Uwe und Dieter Seeler mehrere im konkurrierenden DFB organisierte bürgerliche Sportvereine; und da man in der Arbeitersportbewegung kein Geld verdienen konnte und nicht einmal individuellen Ruhm ernten durfte „gab Seeler den Verlockungen nach“ (H. Grüne) und wechselte gemeinsam mit Alwin Springer, einem anderen Lorbeer-Spieler, 1932 zu Victoria Hamburg, angeblich für die Bereitstellung einer Wohnung im Stadtteil Eppendorf und die Zusage von (offiziell verbotenen) Geldzahlungen. Dieser Wechsel vom hafennahen Arbeiterstadtteil Rothenburgsort an die Hoheluft wurde im sozialdemokratischen Hamburger Echo mit Schlagzeilen wie „Verirrte Proletarier!“ kommentiert und im Jahr 2000 von Walter Jens (in jungen Jahren Mitglied des Eimsbütteler TV) in seiner kritischen Rede zum 100. Geburtstag des DFB erneut aufgegriffen.

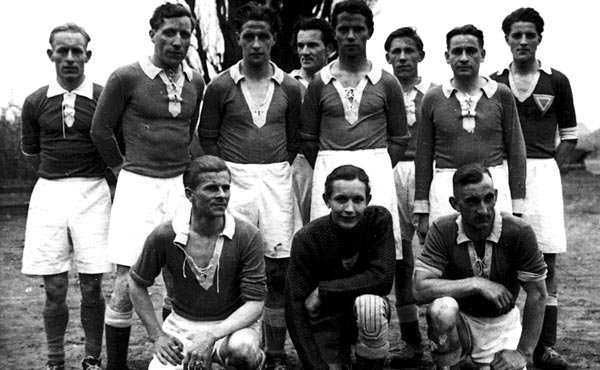
Der VfL Oldesloe mit Erwin Seeler (stehend, 2. von links) vor seinem letzten Spiel am 29. April 1951

1938 wechselte „Old Erwin“ Seeler dann zum Hamburger SV, mit dem er noch mehrmals Nordmark- bzw. Hamburg-Gaumeister (1939, 1941, 1945) und zweimal Meister der britischen Zone (1947, 1948) wurde und bis 1949 rund 200 Pflichtspiele absolvierte.

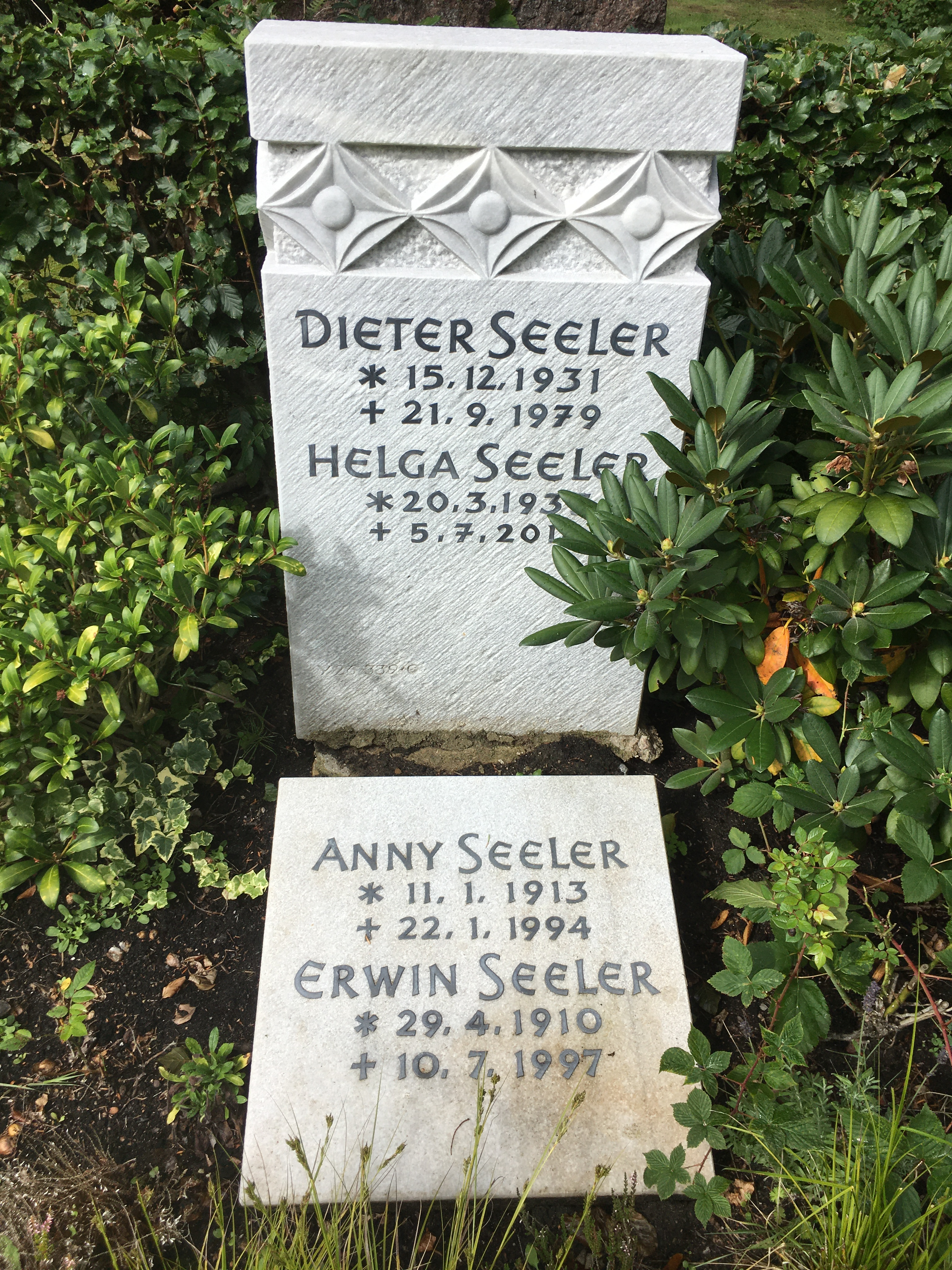
Grab von Erwin Seeler und Ehefrau Anny auf dem Friedhof Ohlsdorf

Dass er im Jahre 1944 in der aus Kriegsgründen „zusammengewürfelten“ Mannschaft des Luftwaffen-Sportvereins Hamburg gestanden und mit dieser das Endspiel um die deutsche Meisterschaft in Berlin gegen den Dresdner SC (0:4) verloren habe, ist eine Falschinformation. Richtig ist, dass Seeler nach dem Abschied vom HSV noch als Spielertrainer zu seinem früheren Verein Victoria Hamburg zurückkehrte und danach in derselben Funktion auch beim VfL Oldesloe wirkte. Dort lief er am 29. April 1951 – seinem 41. Geburtstag – letztmals selbst in einem Punktspiel auf. Einige Monate später ging er als Trainer zum Heider SV.
Einen nationalen Titel gewann er mit keinem der „bürgerlichen“ Vereine mehr. Im späteren Leben war er Barkassenführer. Nach seinem Ableben wurde Erwin Seeler im Familiengrab auf dem Friedhof Ohlsdorf in Hamburg beigesetzt. Im Jahre 2018 wurde eine Grünfläche bzw. ein „neu herzustellender Park“ auf dem Gelände des ehemaligen Huckepackbahnhofs im Hamburger Stadtteil Rothenburgsort nach Seeler in Erwin-Seeler-Park benannt.

## Verweise
1. ↑  „Dor wull keen mit mi snacken, de hebbt mi jo gor nich ankeeken“ (im Vereinslokal, nach der Rückkehr vom ATSB-Länderspiel) - zitiert von Jan Feddersen In: Jens Reimer Prüß (Hrsg.): Spundflasche mit Flachpaßkorken: Die Geschichte der Oberliga Nord 1947–1963. 1. Auflage. Klartext Verlag, Essen 1991, ISBN 3-88474-463-1.
2. ↑  Das Stormarner Tageblatt vom 30. April 1951 kritisiert ihn als „viel zu langsam“, aber aus dem Spielbericht geht hervor, dass er zwei Großchancen vorbereitete, die von Mitspielern nicht genutzt wurden
3. ↑  knerger.de: Das Grab von Erwin Seeler
4. ↑   Amtlicher Anzeiger der Freien und Hansestadt Hamburg Nr. 73 vom 11. September 2018, S. 2269

| Personendaten    | Personendaten            |
| ---------------- | ------------------------ |
| NAME             | Seeler, Erwin            |
| ALTERNATIVNAMEN  | Old Erwin                |
| KURZBESCHREIBUNG | deutscher Fußballspieler |
| GEBURTSDATUM     | 29. April 1910           |
| GEBURTSORT       | Hamburg                  |
| STERBEDATUM      | 10. Juli 1997            |
| STERBEORT        | Norderstedt              |